# Premio Wolf per l'agricoltura
Il premio Wolf per l'agricoltura è un premio assegnato annualmente dalla fondazione Wolf. È una delle sei categorie dei premi Wolf riconosciuti dalla fondazione e assegnati dal 1978.

## Vincitori del premio Wolf per l'agricoltura
| Anno      | Vincitore                                               | Nazionalità                         | Menzione |
| --------- | ------------------------------------------------------- | ----------------------------------- | --- |
| 1978      | George F. Sprague                                       | Stati Uniti                         | per la sua eccezionale ricerca nel campo del miglioramento genetico del mais per il benessere dell'uomo |
| 1978      | John C. Walker                                          | Stati Uniti                         | per la sua ricerca nel campo della patologia vegetale e per lo sviluppo di varietà delle principali piante ad uso alimentare resistenti alle malattie |
| 1979      | Jay L. Lush                                             | Stati Uniti                         | per i suoi eccezionali e pionieristici contributi all'applicazione della genetica per il miglioramento del bestiame |
| 1979      | Kenneth Blaxter                                         | Regno Unito                         | per i suoi fondamentali contributi alla scienza e alla pratica della nutrizione dei ruminanti e della produzione del bestiame |
| 1980      | Karl Maramorosch                                        | Polonia / Stati Uniti               | per i suoi pionieristici e ampi studi sull'interazione tra insetti e agenti patogeni vegetali |
| 1981      | John O. Almquist                                        | Stati Uniti                         | per i suoi significativi contributi all'applicazione dell'inseminazione artificiale per il miglioramento del bestiame |
| 1981      | Henry A. Lardy                                          | Stati Uniti                         | per la sua ricerca pionieristica nello stoccaggio e conservazione degli spermatozoi al fine di rendere l'inseminazione artificiale una pratica di uso comune |
| 1981      | Glenn W. Salisbury                                      | Stati Uniti                         | per i suoi eccezionali risultati raggiunti nel campo della teoria e della pratica dell'inseminazione artificiale |
| 1982      | Wendell L. Roelofs                                      | Stati Uniti                         | per la sua fondamentale ricerca in ambito chimico e biologico sui feromoni e sul loro uso pratico per il controllo degli insetti |
| 1983-1984 | Don Kirkham Cornelis T. de Wit                          | Stati Uniti Paesi Bassi             | per i loro innovativi contributi alla comprensione quantitativa delle interazioni tra acqua e suolo e tra altri fattori ambientali che influenzano la crescita e la produzione delle colture |
| 1984-1985 | Robert H. Burris                                        | Stati Uniti                         | per la sua fondamentale ricerca pionieristica nello studio dei meccanismi biologici del ciclo dell'azoto e per le applicazioni alla produzione delle colture |
| 1986      | Ralph Riley Ernest R. Sears                             | Regno Unito Stati Uniti             | per la loro fondamentale ricerca sulla citogenetica del frumento e per aver reso disponibili le basi del miglioramento genetico dei cereali |
| 1987      | Theodor O. Diener                                       | Stati Uniti                         | per la sua fondamentale ricerca pionieristica e per la scoperta dei viroidi e per l'applicazione del suo lavoro al riconoscimento dei viroidi nelle colture |
| 1988      | Charles Thibault Ernest John Christopher Polge          | Francia Regno Unito                 | per il lavoro pionieristico nell'ambito della fisiologia riproduttiva e in particolar modo nel campo della conservazione delle cellule, dei processi di fertilizzazione, della biologia delle uova e della manipolazione degli embrioni per il miglioramento delle specie animali domestiche                                                     |
| 1989      | Peter M. Biggs Michael Elliott                          | Regno Unito                         | per il notevole contributo alla scienza di base e per il successivo sviluppo in pratica nel campo della salute animale e della protezione delle colture |
| 1990      | Jozef Stefaan Schell                                    | Belgio                              | per il suo pionieristico lavoro nel campo della trasformazione genetica delle piante e per aver in questo modo aperto nuovi orizzonti nella botanica di base e nell'allevamento |
| 1991      | Shang Fa Yang                                           | Taiwan / Stati Uniti                | per i suoi notevoli contributi nella comprensione dei meccanismi di biosintesi, di azione e di applicazione dell'ormone vegetale etene |
| 1992      | non assegnato                                           |                                     | |
| 1993      | John E. Casida                                          | Stati Uniti                         | per i suoi studi pionieristici sui meccanismi d'azione degli insetticidi, per la progettazione di pesticidi più sicuri e per i contributi alla comprensione del funzionamento dei nervi e dei muscoli degli insetti |
| 1994-1995 | Carl B. Huffaker Perry L. Adkisson                      | Stati Uniti                         | per i loro contributi allo sviluppo e alla realizzazione di sistemi per il controllo degli infestanti integrati a strumenti di preservazione ambientale per la protezione delle colture |
| 1995-1996 | Morris Schnitzer Frank J. Stevenson                     | Canada Stati Uniti                  | per i loro contributi pionieristici nella comprensione della chimica della materia organica del suolo e per le applicazioni all'agricoltura |
| 1996-1997 | Neal L. First                                           | Stati Uniti                         | per la sua ricerca pionieristica nel campo della biologia della riproduzione del bestiame |
| 1998      | Ilan Chet Baldur R. Stefansson                          | Israele Canada                      | per il loro contributo allo sviluppo ecosostenibile dell'agricoltura mondiale attraverso un approccio innovativo al controllo biologico e all'allevamento |
| 1999      | non assegnato                                           |                                     | |
| 2000      | Gurdev S. Khush                                         | India                               | per il suo straordinario contributo teorico alla genetica vegetale, all'evoluzionismo e alla coltivazione, in particolar modo a quella del riso, con un riguerdo alla produzione alimentare e agli sforzi per contrastare la fame nel mondo |
| 2001      | Roger N. Beachy James E. Womack                         | Stati Uniti                         | per l'uso della tecnologia del DNA ricombinante nel rivoluzionare la botanica e la zoologia, preparando la strada alle applicazioni nei campi affini |
| 2002-2003 | R. Michael Roberts Fuller W. Bazer                      | Regno Unito / Stati Uniti           | per la scoperta dell'interferone tau e di altre proteine associate alla gravidanza, che chiarisce il mistero biologico dei segnali tra madre ed embrione per mantenere la gravidanza, con profonde ricadute sull'efficienza dei sistemi di produzione animale, così come sulla salute e sul benessere umano                                      |
| 2004      | Yuan Longping Steven D. Tanksley                        | Cina Stati Uniti                    | per l'innovativo sviluppo del riso ibrido e per la scoperta delle basi genetiche dell'eterosi di questo importante alimento essenziale |
| 2005      | non assegnato                                           |                                     | |
| 2006-2007 | Ronald L. Phillips Michel A. J. Georges                 | Stati Uniti Belgio                  | per le innovative scoperte nel campo della genetica e della genomica, che pongono le basi per lo sviluppo dell'allevamento e della coltivazione e segnano un importante passo avanti nel campo della botanica e della zoologia |
| 2008      | John A. Pickett James H. Tumlinson W. Joe Lewis         | Regno Unito Stati Uniti             | per le loro notevoli scoperte sui meccanismi che regolano le interazioni pianta-insetto e pianta-pianta. I loro contributi scientifici nel campo della ecologia chimica hanno incoraggiato lo sviluppo di sistemi integrati per il controllo degli infestanti e reso possibile significativi passi avanti nel campo dell'agricoltura sostenibile |
| 2009      | non assegnato                                           |                                     | |
| 2010      | David Baulcombe                                         | Regno Unito                         | Per la scoperta pionieristica della regolazione genetica nelle piante mediante piccole molecole di RNA inibitore, di estrema importanza sia in agricoltura che in ambito biologico, incluso il campo della medicina. |
| 2011      | Harris A. Lewin                                         | Stati Uniti                         | Per le scoperte d'alto livello, che hanno contribuito sia ai fondamenti che alla pratica negli aspetti dell'agricoltura animale. |
| 2011      | James R. Cook                                           | Stati Uniti                         | per le scoperte seminali nella patologia vegetale e nella microbiologia del suolo, che influenzano la produttività delle colture e la gestione della malattia. |
| 2012      | non assegnato                                           |                                     | |
| 2013      | Joachim Messing                                         | Stati Uniti / Germania              | per le innovationi nel clonare DNA ricombinato, che ha rivoluzionato l'agricoltura, e per la decifratura del codice genetico della piante da coltivazione. |
| 2013      | Jared Diamond                                           | Stati Uniti                         | per le teorie pionieristiche dell'addomesticamento delle colture, l'aumento dell'agricoltura e la sua influenza nello sviluppo e nella scomparsa delle società umane, ed il suo impatto sull'ecologia dell'ambiente. |
| 2014      | Jorge Dubcovsky Leif Andersson                          | Stati Uniti Svezia                  | per il loro contributo al loro studio di piante ed animali attraverso l'uso di tecnologie genomiche all'avanguardia. |
| 2015      | Linda J. Saif                                           | Stati Uniti                         | |
| 2016      | Trudy Mackay                                            | Stati Uniti                         | |
| 2017      | non assegnato                                           |                                     | |
| 2018      | Gene E. Robinson                                        | Stati Uniti                         | per aver guidato la rivoluzione genomica nella biologia dell'organismo e della popolazione dell'ape. |
| 2019      | David Zilberman                                         | Stati Uniti                         | per aver incorporato le caratteristiche biofisiche dei sistemi agroe-conomici per sviluppare modelli economici e quadri decisionali econometrici per rispondere a questioni economiche e politiche agricole fondamentali in diverse aree importanti.                                                                                             |
| 2020      | Caroline Dean                                           | Regno Unito                         | per le sue scoperte nel controllo del tempo di fioritura e nelle basi epigenetiche della vernalizzazione. |
| 2021      | non assegnato                                           |                                     | |
| 2022      | Pamela C. Ronald                                        | Stati Uniti                         | per il suo lavoro pionieristico sulla resistenza alle malattie e la tolleranza allo stress ambientale nel riso. |
| 2023      | Martinus van Genuchten                                  | Brasile                             | per il suo lavoro pionieristico nella comprensione del flusso d'acqua e nella previsione del trasporto di contaminanti nel suolo. |
| 2024      | Joanne Chory Elliot M. Meyerowitz Venkatesan Sundaresan | Stati Uniti / India                 | per le loro scoperte chiave sulla biologia dello sviluppo vegetale rilevanti per il miglioramento delle colture. |
| 2025      | Jeffery Dangl Jonathan D. G. Jones Brian Staskawicz     | Stati Uniti Regno Unito Stati Uniti | per le loro scoperte rivoluzionarie sul sistema immunitario e sulla resistenza alle malattie nelle piante. |